# Festes de l'ossa a Andorra
Les festes de l'ossa són unes representacions populars de teatre i dansa entorn la cacera d'una ossa que històricament s'ha vingut mostrant a diferents poblacions d'Andorra en diverses dates assenyalades d'hivern (pròximes a Nadal o bé per Cap d'any, la Candelera o el Carnaval). Tot i que era una celebració típica de moltes parròquies andorranes, al llarg dels segles xix i xx la tradició es va perdre. Només en perviuen el ball de l'ossa d'Encamp, que se celebra el dilluns de Carnaval, i l'última ossa d'Ordino, que té lloc la primera setmana de desembre.
Les festes de l'ossa són considerades una farsa teatral, és a dir, una representació en forma de comèdia d'un sol acte. En aquestes festes fan aparició una varietat de personatges de la vida rural andorrana i la cacera de l'animal es presenta com un pretext per escenificar les trifulgues en què aquests es veuen immersos. El ball de l'ossa és, doncs, una representació carnavalesca on el poble caricaturitza les classes socials, i es mofa tant dels rics com dels pobres.

## Inventari del Patrimoni Cultural Immaterial de la Unesco
Les festes de l'ossa estan incloses en l'Inventari General del Patrimoni Cultural del Govern d'Andorra com a béns immaterials. Des de 2021, s'estan fent els tràmits per incloure'l en el Patrimoni Cultural Immaterial de la Humanitat de la UNESCO.
El febrer del 2020 una delegació andorrana i una altra de l'Alt Vallespir (Catalunya del Nord) van celebrar trobades per valorar la possibilitat d'adherir les celebracions d'Encamp i Ordino en la candidatura de Patrimoni Cultural Immaterial de la Humanitat de la UNESCO proposada per a les Festes de l'os al Vallespir i impulsar una candidatura transpirinenca. El 19 d'agost del 2020 es va signar el conveni entre el Ministeri de Cultura i Esports i els comuns d'Encamp i Ordino per a la participació en la candidatura mundial de les Festes de l'os dels Pirineus, presentada pel Govern francès.

## Història
Als Pirineus Centrals, l'os era conegut col·loquialment com «l'ossa», «la Senyora» o «la Peluda». Andorra ha estat durant segles una de les principals zones ursines de la serralada, tal com es recull en els inventaris de caça en els arxius parroquials. Al segle xix es van tornar escadussers i el 1942 fou morta l'última ossa del Principat, a la Massana. A Andorra, «l'ossa» va ser una figura molt estesa i important en les festes carnavalesques de les parròquies. És probable que les festes de l'ossa s'originés a l'edat mitjana, donat que en aquella època el culte als ossos estava estès pels pobles dels Pirineus.
La primera referència escrita sobre les festes de l'ossa la trobem al llibre Relació sobre la Vall d'Andorra (1838) del frare Tomàs Junoy i Arraut. Aquí ja es parla dels personatges que encara formen part de la farsa (dallaires, criades, senyors, caçadors i l'ossa) i del ball posterior.
A inicis del segle xx Salvador Armet i Ricart —el Comte de Carlet—, documentà la pantomima de l'ossa que se celebrava, segons ell, a totes les parròquies, el dimarts de Carnestoltes. Sense esmentar un lloc concret, el folklorista la va descriure com una representació molt típica, que era l'acte previ al Ball de l'ossa que es feia després de dinar:
| «                              | En un racó de la plaça un home vestit ab pells d'ovella simulant una óssa, s'amaga, y de sobte surten dues màscares, el dallaire blanc y el dallaire negre, que comencen ab grotescs moviments a fer veure que dallen, quan compareix la fregona, disfressa vestida miserablement, a portar-los l'esmorsar. Als pocs moments dues altres disfresses compareixen pausades y majestuoses, el senyor y la senyora ab trajos a l'antiga. Venen a passejar-se, quan de prompte, ab mímica com més grotesca millor, expressen la presencia de la fera per aquells voltants, sortint al cap de poca estona una altra disfreça, un caçador, tot enflocat, el qual, després d'haver fet moltes voltes y giravoltes apuntant ab l'escopeta varies vegades, tira, a la fi, cayent aleshores l'óssa, que justament sortia del seu cau, precipitant-se tots a buscar-la, emportant-se-la ab gran gatzara y corredisses. L'espectacle dura segons l'enginy dels actors y les bromes dels espectadors. En havent dinat comença el ball, que consisteix en una mena de contrapas, que punteja primerament el caçador ab l'óssa, al qual segueixen els dallaires, després els senyors, y últimament la fregona, acabant per ballar-lo tots els presents, formant al final llarga y desigual sardana. | » |
| — (Comte de Carlet, 1907: 148) | |   |

L'Arxiu Nacional té nombrosos documents i testimonis orals que parlen de les Festes de l'ossa a diferents punts indrets: Encamp, Ordino, Canillo, la Cortinada (Ordino), les Escaldes, Andorra la Vella o Sispony. Guillem d'Areny-Plandolit feu una fotografia a principis del segle xx del ball de l'ossa que es feia a la plaça d'Ordino, escena en què apareixen diversos personatges com els dallaires, el senyor i la senyora i el caçador amb el cavall. Entre Sant Esteve i Carnestoltes se solien celebrar el ball a totes les parròquies, «justament quan l'óssa hibernava, perquè diu la tradició que l'animal dorm entre Nadal i la Candelera, el 2 de febrer» A Sant Joan de Caselles (Canillo), per exemple, se celebrava el 27 de desembre.
Als anys 1920, la forta emigració per motius econòmics de joves andorrans, que eren els que portaven el pes de la tradició, cap al sud de França provocà la decadència i desaparició de les festes de l'ossa a pràcticament totes el Principat. A Andorra la Vella, la festa va desaparèixer entre el 1913 i el 1918. Posteriorment, hi hagué un intent de recuperació entre els anys 1983-1991 que no tingué continuïtat. A Canillo, el personatge de l'ossa que sortia per carnaval es va acabar després de la Guerra Civil Espanyola, l'any 1939.

## El ball de l'Ossa d'Encamp
Als anys cinquanta la celebració va revifar a Encamp gràcies a Rossend Marsol Clua (Sícoris). Un periodista i escriptor andorrà preocupat per la promoció de la cultura popular i que va aconseguir implicar el jovent del Principat en la seva empresa. Des d'aleshores, la farsa segueix un guió escrit per Sícoris, que hi va fer diverses aportacions, com ara la inclusió de la megafonia o el guió, que encara és l'esquema de la representació. El jovent del poble és l'encarregat de dur a terme la representació i alguns dels rols fins i tot han passat de generació en generació.
| « | L'actuació passà també a celebrar-se el Dilluns de Carnaval, al mig dels tres dies forts de carnaval. A Encamp, el diumenge té lloc la representació popular de El judici dels contrabandistes i el dimarts s'escenifica L'operació del rei carnestoltes, ninot que presideix les festes des del dissabte. Els contrabandistes és una representació de finals del segle xix o principis del segle xx que forma un binomi amb L'óssa. Ambdues representacions són una farsa de la vida tradicional als Pirineus que es complementen. En una es parodien les trifulques d'uns contrabandistes i en l'altra es fa burla de l'entorn dels segadors tot escenificant la cacera fortuïta d'una ossa. | » |

En el guió actual, els dallaires són sotmesos a un ritual iniciàtic. Primerament, són presentats com uns minyons que reben lliçons en el món laboral pel seu cap i el manador. També són iniciats en el terreny de la sexualitat per la Fregona i el Fregó. Aquestes iniciacions culminen amb l'arribada dels caçadors que maten l'ossa. Tot seguit, els dallaires passen a ser felicitats i acceptats com a persones adultes pel senyor.
En un passat la disfressa de l'ossa era una màscara esparracada feta de pells d'ovella i més antigament replena de palla. Actualment, és feta de pèl de peluix. La seva aparença d'os de peluix, ajuda a identificar-la, indirectament, com a figura representant de l'estadi infantil i adolescent previ a la maduresa.
Antigament, l'obra es representava als afores d'Encamp en un prat situat a la vora del riu Valira i després es feia un passacarrer cap a la plaça del poble on es feien els balls. Ara es fa una cercavila al principi fins a arribar a l'aparcament del prat de l'Areny i en finalitzar es desplacen amb l'ossa davant del Comú. L'escena actual es cobreix tota de palla i al centre s'hi col·loca un pi.

## L'última ossa d'Ordino
A Ordino la farsa es va recuperar el 1985. En la celebració de L'última ossa hi participen diversos personatges. Els principals són el senyoret del poble, els homes rics, les senyores visitants i els homes humils, que creen un malentès que s'aclarirà quan tots s'uneixin per a la matança de l'ossa. A mitjans dels anys 1990 va tornar a deixar de representar-se, situació que es perllongà durant 25 anys, fins que el 2017 es va recuperar la festa, passant a representar-se a la primera setmana de desembre.
A Ordino, la tradició era que la persona que es disfressava d'os s'enfundava la pell del cap d'un os de veritat. En els anys posteriors a la represa del 2017 es manté la tradició i s'empra la mateixa màscara, que és un cap d'os dissecat centenari que ha passat de generació en generació. Després que el personatge de l'ossa és mort, la minyona és l'encarregada de puar la sang de l'animal (aigua amb granadina) i de compartir la victòria amb el públic que assisteix a la representació. La festa s'acaba amb un ball col·lectiu de cançons populars, amb l'ossa inclosa.
Originàriament, L'última ossa d'Ordino es duia a terme per Carnaval a la plaça del poble, tot just davant de l'església de Sant Corneli i Sant Cebrià. Després d'anys d'alts i baixos, va passar a celebrar-se per la diada de Sant Esteve als jardins d'Areny-Plandolit. Actualment, es realitza durant la primera setmana de desembre, en el marc de la fira de Nadal. El desembre del 2020, tot i la pandèmia de la COVID-19 es va poder representar. Tanmateix, es va haver de canviar l'emplaçament preventivament i es va ajornar la funció uns dies per no coincidir amb els tres dies de dol nacional decretats per la mort de l'excopríncep d'Andorra Valéry Giscard d'Estaing.